# Pere Màrtir Veciana i de Miró
Pere Màrtir (o simplement Pere) Veciana i de Miró (Valls, 6 de novembre de 1767 - Tarragona, 20 de febrer de 1836) fou el quart comandant general de les esquadres de Catalunya (1798-1828). Feu la carrera d'armes, amb els graus de capità el 1815, coronel el 1817 i brigadier d'infanteria el 1828. El 1828 fou nomenat tinent del rei de Tarragona. També fou batlle de Valls. Era besnet de Pere Antoni Veciana i Rabassa i fou pare de Pere Pau Veciana i Pastoret, que el succeí en el càrrec de comandant en cap, i de Josepa Veciana i Pastoret.

## Biografia
Quan era comandant general tingué lloc la invasió francesa de Napoleó, i molts individus s'incorporaren als cossos dels miquelets de les companyies dels seus respectius corregiments, les forces dels quals s'havien organitzat a Catalunya per a lluitar contra les tropes franceses. Van participar en els setges d'Hostalric (1810), les Medes, Lleida (1707) i Mequinensa; així com en els enfrontaments de Santa Perpètua i Mollet, vencent al general Duhesme, i també en la victòria de La Bisbal.
A vegades es van unir a les guerrilles comanades per Milans del Bosch, Manso i Eroles. Allí, la conducta de les tropes vallesanes va merèixer el seu reconeixement en un informe del general Blake (1809). El 12 de maig de 1811, Veciana, acompanyat de 70 mossos, va aconseguir aturar un comboi francès custodiat per 1.000 infants i un esquadró de cavalleria, permetent així l'arribada del general Eroles, facilitant la captura del comboi. El 27 del mateix mes, units els mossos al sometent de Valls, van derrotar una columna francesa de tres mil homes, molt a prop de Tarragona. Incapaç de fer front a les seves tàctiques, el mariscal Suchet va organitzar una brigada de 7.000 per perseguir-los, però no va ser capaç de derrotar-los; així, els mossos van seguir actuant per tot el Camp de Tarragona.

El general O'Donell, successor de Blake, va dir:
| « | Si les circumstàncies en què ens trobem no impedissin la formació de tres o quatre batallons muntats sota el peu de les esquadres, estic segur que una força així organitzada prestaria eminents serveis a la pàtria. | » |

Durant el període constitucional les esquadres passaren per una època de postergació i decadència, en la que arribaren a estar tres anys sense cobrar els seus honoraris, motiu pel qual Veciana va mantenir el cos mitjançant el seu propi patrimoni. El 6 d'abril de 1817 es reorganitzà el cos, aprovant-se el Reglamento de Montepio de vídues i orfes de mossos d'esquadra. Aquestes dependrien del capità general, i constarien d'un comandant en cap, un segon comandant, 14 caporals, diversos sots-caporals i 252 mossos, sense contar el verdaders. Els caporals eren nomenats pel capità general, amb el requeriment que havien de ser capitans o tinents de l'Exèrcit. L'admissió dels mossos depenia del comandant en cap.